# August Kracht
August Kracht (* 12. Dezember 1906 in Benninghofen bei Dortmund; † 21. Juni 1987 in Bad Salzuflen) war ein deutscher Journalist, Schriftsteller und Heimatforscher.

## Leben
August Kracht war der Sohn eines Schuhmachers. Nach dem Besuch der Volksschule und eines Gymnasiums in Hörde studierte er Germanistik, Archäologie und Kunstgeschichte an den Universitäten Bonn, Münster und Rostock. 1933 promovierte er an der Universität Rostock mit einer Arbeit über den westfälischen Autor Karl Wagenfeld zum Doktor der Philosophie. Anschließend war Kracht als Journalist in Soest, Münster, Gelsenkirchen und Recklinghausen tätig; danach lebte er als freier Schriftsteller in Essen. Während des Dritten Reiches war er Mitarbeiter der Zeitschrift Heimat und Reich, dem Zentralorgan der nationalsozialistischen westfälischen Heimat- und Kulturpolitik. Kracht war ab 1960 in Iserlohn, später in Hemer-Deilinghofen und ab 1985 in Bad Salzuflen ansässig.
August Kracht verfasste neben seiner journalistischen Tätigkeit Erzählungen und Gedichte sowie historische und kunsthistorische Werke über seine westfälische Heimat.

## Schriften

### Als Verfasser
- Die wechselfrohe Seele, Hörde 1926
- mit Augustin Senge und Eugen Franzgrote: Die Weltanschauungsdichtungen Karl Wagenfelds, Rostock 1933
- Novellen, Rheda 1934
- Gesang in der Börde, Rheda/Westf. 1935
- Das Marienloher Tagebuch, Rheda 1936
- Olympische Gedichte, Rheda 1936
- Soester Gloria, Soest 1953
- Schwanewerts letztes Abenteuer, Münster 1955
- Von Tödden, Kiepenkerlen und Heringsfängern, Münster 1955
- Kumpel – Glückauf, Münster 1956
- Dome, Kirchen und Klöster in Westfalen, Frankfurt am Main 1965
- Bummel durch Lünen, Essen-Steele 1966
- Die Rittergüter der Provinz Westfalen, Frankfurt am Main 1972
- Burgen und Schlösser im Sauerland, Siegerland, Hellweg, Industriegebiet, Frankfurt am Main 1976
- mit Ulrich Barth und Elmar Hartmann: Kunst- und Geschichtsdenkmäler im Märkischen Kreis, Altena 1983
- Ausgewählte Gedichte, Münster 1986
- Burgen, Schlösser, Herrensitze im Märkischen Kreise, Altena 1986
- Haus Hemer, Münster 1987

### Als Herausgeber
- Fritz Harkort: Fritz Harkort, Münster 1963
- Friedrich von Bodelschwingh: Friedrich von Bodelschwingh, Münster 1964
- Schönes Westfalen, Frankfurt 1964
- Das alte Westfalen, Frankfurt am Main 1969